# Gheorghe Bârlea
Gheorghe Bârlea (n. 1885, Berbești, jud. Maramureș – d. 1937, București) a fost un deputat în Marea Adunare Națională de la Alba Iulia, organismul legislativ reprezentativ al „tuturor românilor din Transilvania, Banat și Țara Ungurească”, cel care a adoptat hotărârea privind Unirea Transilvaniei cu România, la 1 decembrie 1918.:p. 26

## Biografie

### Familia
Gheorghe Bârlea s-a născut în comuna Berbești, jud. Maramureș în 1885. Părinții săi au fost protopopul Petru Bârlea și Elena(numele de fată fiind Man de Șacu). Părinții lui făceau parte dintr-o familie de intelectuali maramureșeni. Gheorghe Bârlea se va căsători cu Victoria Suhățeanu, având un copil, Victor Cușcu Bârlea,ce va deveni inginer.

### Studii
Studiile primare le va face la Sighet, urmând gimnaziul ordinului piariștilor din Sighet, ca mai apoi să studieze la  Liceul Premonstratens din Oradea. În pofida dorinței părinților săi de a deveni preot, acesta a fost refuzat la concursul de primire în seminarul teologic greco-catolic din Gherla în 1903, pe motiv că mai avea un frate în anul IV.  Gheorghe Bârlea decide să se înscrie la Facultatea de Medicină a Universității din Budapesta, unde, sub îndrumarea profesorilor stomatologi dr. Rothman și dr. Gheorghe Bilașco, își ia doctoratul în stomatologie în 1908.

### Activitatea ca medic
Își deschide primul cabinet de stomatologie la Sighet. Ulterior, fiind invitat de  dr. Bilașco, lucrează cu acesta la Budapesta. Sub regimul dur a lui Bela Kun este condamnat la moarte, însă reusește să evadeze din închisoare și să treacă clandestin linia roșiilor pe la Tokay, ajungând în linia trupelor române.:p. 27
În 1919 Gheorghe Bârlea a preluat de la autoritățile ungare Clinica stomatologică din Cluj, iar ulterior, când sosește și Dr. Gheoghe Bilașco, în calitate de director al acesteia, Gheorghe Bârlea este numit șef de lucrări. Organizează astfel prima clinică stomatologică din România Mare, după modelul occidental. Ulterior, Gheorghe Bârlea se mută la București, unde își deschide cabinet dentar mai întâi în strada Episcopiei, lângă Ateneul Român, apoi pe strada I. Lahovary, iar ulterior pe str. Gh. Cantacuzino (Frumoasă), nr. 138.:p. 27
În 1924 este delegatul asociației medicilor stomatologi în comisiunea de reviziune a dentiștilor. În 1928 este ales președintele asociației medicilor stomatologi, funcție pe care avea să o îndeplinească cu brio, dovadă fiind numeroasele memorii înaintate Ministerului și Corpurilor legiuitoare, în vederea apărării intereselor asociației.:p. 27
A murit în spitalul de la Filantropia, de o boală de cord. A fost înmormântat în Cimitirul Bellu din București.:p. 28

## Activitatea politică

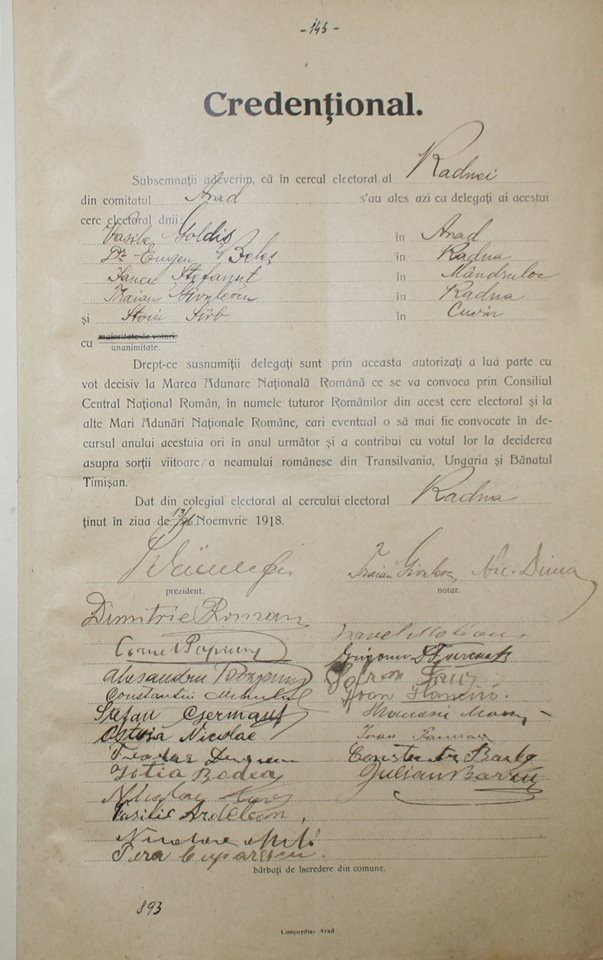
Credențional

în momentul în care lucra alături de doctorul Bilașco, acesta era interesat de mișcarea națională română de eliberare, participând activ la activitățile acestora. Totodată, acesta se întorcea la Maramureș pentru a sprijini deputații locali în Parlamentul din Budapesta. Îl va susține și pe fostul lui profesor, Gheorghe Bilașco, însă acesta nu va ocupa funcția. În 1912 protestează împotriva înființării unei Episcopii Greco-Catolice de limbă maghiară aproape de Satu-Mare. Participă activ la Primul Război Mondial, iar după terminarea acestuia se retrage în Maramureș.
A participat la Marea Adunare Națională de la Alba Iulia din 1 decembrie 1918 în calitate de deputat al cercului electoral Sighet-Maramureș. Ulterior, a fost ales de mai multe ori deputat și senator de Maramureș. El este responsabil de mobilizarea populației maramureșene pentru Marea Unire, prin adunări populare din rândul cărora s-au ales mai mulți delegați.
În Credenționalul semnat de acesta este consemnat faptul că eroul nostru Gheorghe Bârlea, care după declararea Unirii s-a întors cu maramureșenii lui acasă. N-a stat mult și s-a dus la Budapesta să-și încheie socotelile cu orașul în care și-a clădit atâtea iluzii, în parte realizate.[...] Acest Maramureș, această țară veche, cu oameni fără pereche, a exercitat și exercită și acum o adevărată vrajă asupra intelectualilor români